# Olfen
Olfen (plattdeutsch Ollfen) ist eine Kleinstadt in Nordrhein-Westfalen im Kreis Coesfeld. Sie gehört zum Regierungsbezirk Münster.

## Geographie

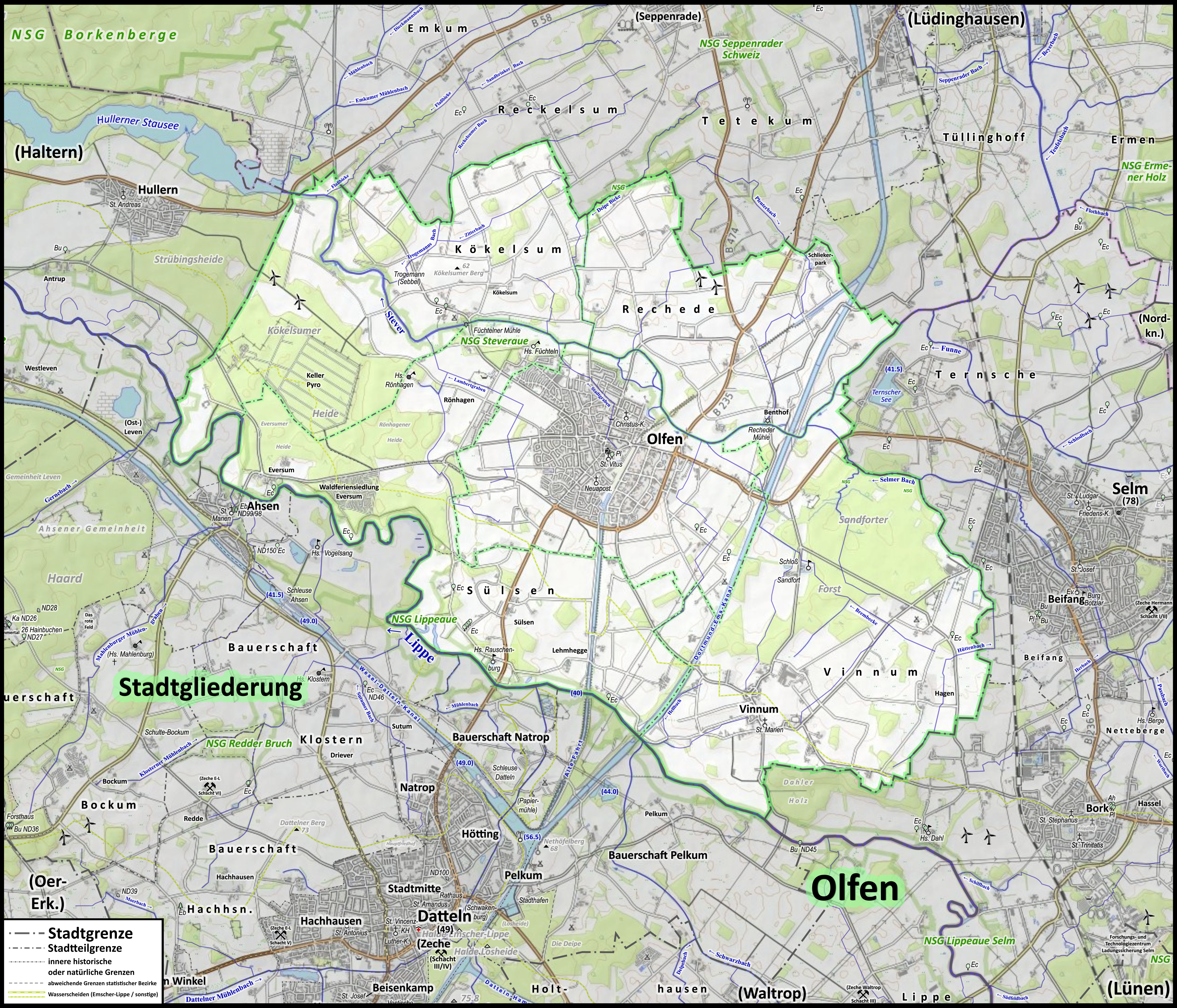
Gliederung Olfens

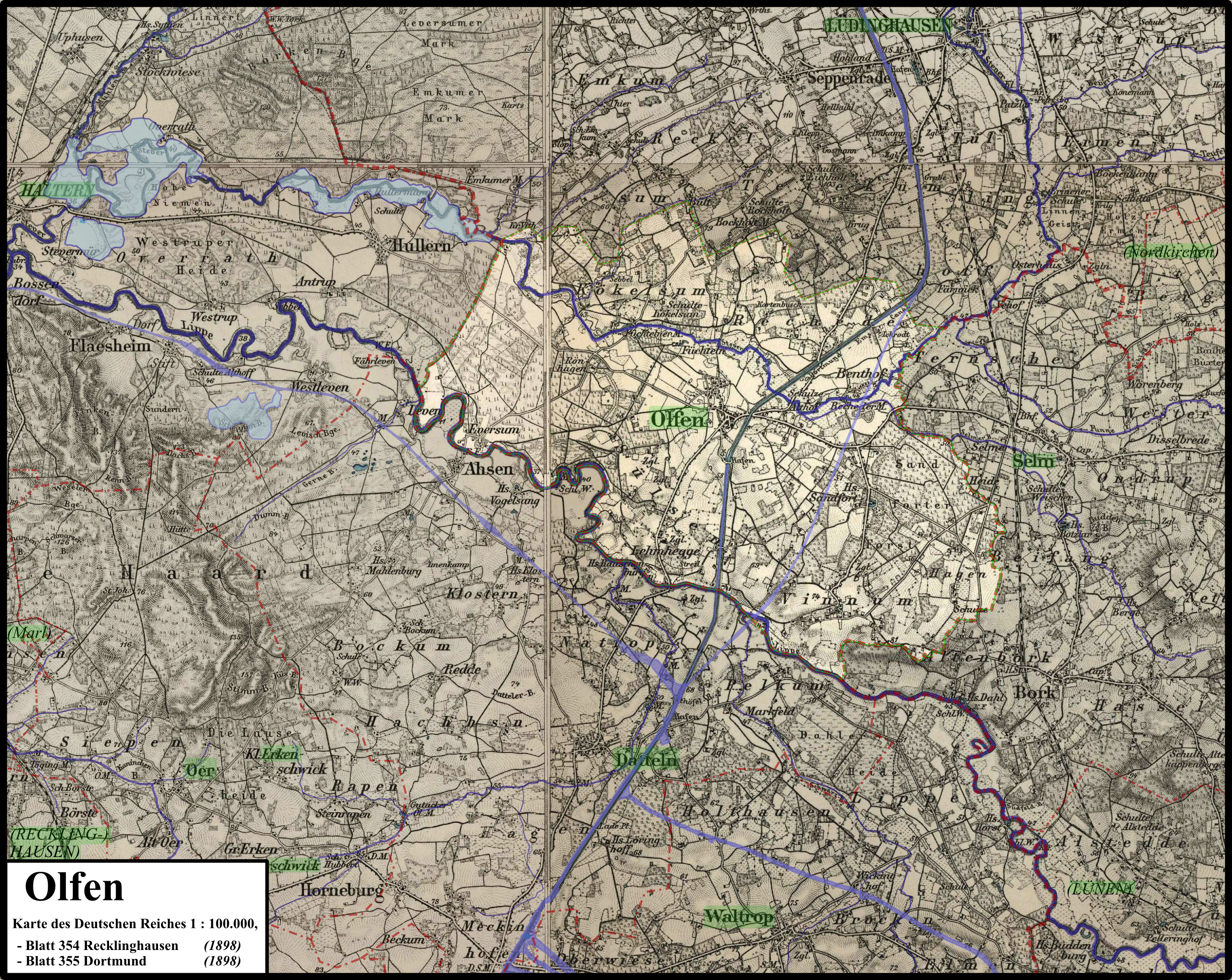
Karte des Deutschen Reiches 1 : 100.000 des heutigen Olfener Gebietes Ende des 19. Jahrhunderts

### Lage
Die Stadt liegt im südlichen Münsterland, etwa 33 Kilometer (Luftlinie) südwestlich von Münster am Ostrand des Naturparks Hohe Mark-Westmünsterland. Während die Stever direkt an der Stadt vorbeifließt, verlaufen die Neue Fahrt des Dortmund-Ems-Kanals etwa zwei Kilometer weiter östlich und die Lippe rund fünf Kilometer südlich; die Alte Fahrt des Kanals endet im Süden der Kernstadt. Die Lippe bildet zwischen Olfen und Datteln auch die Grenze zwischen den Kreisen Coesfeld und Recklinghausen. Die Grenze zum Kreis Unna verläuft bereits nördlich der Lippe und östlich hinter dem Dortmund-Ems-Kanal, im Nordosten folgt sie der Stever, der sie auch weiter nordöstlich zwischen Lüdinghausen und Selm folgt.
Im Westen liegt die Kökelsumer Heide, im südlichen Osten der Sandforter Forst – beides ausgedehnte Waldgebiete, die bereits in topographischen Karten des 19. Jahrhunderts (Preußische Uraufnahme, Preußische Neuaufnahme, Topographische Karte des Kreises Lüdinghausen von 1844, Karte des Deutschen Reichs) verzeichnet sind. Große Naturschutzgebiete bilden die Lippeaue am Südrand und die Steveraue unmittelbar nördlich der Kernstadt und am Steververlauf nordwestwärts.

### Nachbargemeinden
Die Nachbargemeinden Olfens, im Norden beginnend und im Uhrzeigersinn, sind Lüdinghausen, Selm, Datteln und Haltern am See.

### Stadtgliederung
Olfen ist offiziell nicht in mehrere Stadtteile oder -bezirke unterteilt, es gliedert sich indes in die Gemarkungen Olfen-Stadt und Olfen-Kirchspiel. Das Kirchspiel liegt ringförmig um die Stadt und besteht aus den vier Bauerschaften Vinnum im Südosten, Sülsen im Südwesten, Kökelsum im Nordwesten und Rechede im Nordosten.
Vinnum ist die einzige der Bauerschaften, die über ein richtiges Dorf mit Kirche und knapp 1000 Einwohnern verfügt. Auf dem Gebiet von Vinnum liegt ferner der Wohnplatz Hagen, ehemals eigenständige Bauerschaft, im Osten und der Sandforter Forst mit Schloss Sandfort im Norden, der deutlich von den bauerschaftlichen Gebieten unterschieden ist.
Von Kern-Sülsen mit den Wohnplätzen Sülsen und Lehmhegge sowie Rauschenburg an der Lippe etwas abgesetzt und innerhalb des Kirchspiels nur durch einen schmalen Korridor mit ihm verbunden sind Eversum mit der gleichnamigen Waldferiensiedlung im äußersten Südwesten, unmittelbar nördlich gegenüber Ahsen, und Rönhagen unmittelbar westlich der Kernstadt. Die auf Sülsener Gebiet liegenden Teile der Kökelsumer Heide sind auf topographischen Karten inzwischen mit Eversumer und Rönhagener Heide beschriftet. In Rönhagen stand früher Haus Rönhagen, welches nicht mehr als Burg existiert, wohl aber namentlich als Reiterhof. Von Haus Füchteln unmittelbar nordwestlich der Innenstadt und südlich der Stever gibt es nur noch Überreste.
Im Südwesten des Kökelsumer Gebiets liegt der Großteil der Kökelsumer Heide mit der Firma Keller Pyro; im Nordosten Rechedes liegt die Feriensiedlung Schliekerpark, während der Haupt-Wohnplatz Benthof mit der Recheder Mühle ganz im Süden, an der Stever, liegt.

## Geschichte
Die Olfener Gemarkung war bereits in vor- und frühgeschichtlicher Zeit Siedlungsraum: 2008 wurden bei Bauarbeiten zur Errichtung eines Naturbads ein Gräberfeld der Bronze- und Eisenzeit entdeckt. Siedlungsspuren sind von der Jungsteinzeit bis ins Mittelalter dokumentiert.
2008 wurde das Römische Militärlager Olfen aus der Zeit um 10 v. Chr. entdeckt. Die wohl über 5 Hektar große winterfeste Anlage fällt in die Anfänge der römischen Besetzung Germaniens rechts des Rheins und wurde in der Zeit der Drusus-Feldzüge genutzt; sie diente wohl zur Kontrolle des Lippe-Flussübergangs und ist damit eine der wichtigsten logistischen Landmarken der römischen Eroberungsversuche.

### Name
Wolfhelm, Bischof von Münster, dem der Oberhof Ulfloa gehörte und der 889 seinen gesamten Olfener Besitz dem Kloster Werden schenkte, gab der Kleinstadt den Namen. Nach der Ansiedlung von Gewerbetreibenden und Handwerkern blühte Olfen mit der Ausweitung des Fernhandels auf der Rheinischen Straße (B 235) zunächst auf und entwickelte sich zu einer Stadt minderen Rechts, die um 1500 etwa 500 Einwohner hatte. In den folgenden Jahrhunderten hatten die Bürger Olfens aber in erster Linie mit den Folgen historischer Ereignisse zu kämpfen. Vor dem Hintergrund des sich im Münsterland auswirkenden Spanisch-Niederländischen Krieges entstand um 1600 eine Graben-Wall-Anlage, die die Bürger Olfens eigenmächtig errichteten, um sich vor Raub und Plünderei zu schützen.
Seuchen und Missernten, Steuerlasten und durchziehendes Kriegsvolk lähmten den weiteren Aufstieg der Stadt. Erst im 19. Jahrhundert durch tiefgreifende soziale und ökonomische Veränderungen, und mit der industriellen Revolution, erhielt auch Olfen neue Chancen. Die Brandkatastrophe vom 31. August 1857, bei der ein Mensch ums Leben kam und 142 Häuser zerstört wurden, ist als „Der große Brand von Olfen“ in die Olfener Geschichte eingegangen.
Olfen war seit 1569 Titularstadt (Wigbold) und wurde 1820 bereits in Verordnungen des Oberpräsidenten von Westfalen zu den Städten gerechnet, eine Urkunde über die Verleihung der Stadtrechte gibt es jedoch erst 1905.

### Eingemeindungen
Am 1. Januar 1975 wurde im Zuge der Gebietsreform in Nordrhein-Westfalen die Gemeinde Kirchspiel Olfen in die Stadt Olfen eingemeindet.

## Politik

### Stadtrat
Bei den Kommunalwahlen seit 2009 ergaben sich folgende Sitzverteilungen im Stadtrat:
|        | 2020 | 2014 | 2009 |
| ------ | ---- | ---- | ---- |
| CDU    | 19   | 21   | 21   |
| SPD    | 4    | 6    | 5    |
| FDP    | 2    | 2    | 3    |
| UWG    | 2    | 3    | 3    |
| Grüne  | 5    |      |      |
| Gesamt | 32   | 32   | 32   |

### Ergebnisse der Kommunalwahlen ab 1975
In der Liste werden nur Parteien und Wählergemeinschaften aufgeführt, die mindestens 1,95 Prozent der Stimmen bei der jeweiligen Wahl erhalten haben.
| Jahr | CDU  | SPD  | UWG  | FDP | Grüne |
| ---- | ---- | ---- | ---- | --- | ----- |
| 1975 | 73,2 | 26,8 |      |     |       |
| 1979 | 64,6 | 31,2 |      | 4,2 |       |
| 1984 | 59,5 | 26,8 |      | 4,0 | 9,7   |
| 1989 | 60,4 | 30,4 |      | 9,1 |       |
| 1994 | 57,1 | 34,3 |      | 8,6 |       |
| 1999 | 64,4 | 15,8 | 10,1 | 5,9 | 3,8   |
| 2004 | 59,8 | 17,7 | 13,0 | 9,5 |       |
| 2009 | 66,5 | 14,9 | 08,6 | 9,9 |       |
| 2014 | 64,7 | 19,6 | 10,8 | 4,9 |       |
| 2020 | 59,2 | 11,5 | 7,6  | 6,2 | 15,5  |

### Bürgermeister
Im September 2015 wurde Wilhelm Sendermann (CDU) zum neuen Bürgermeister gewählt. Ohne Gegenkandidaten kam er auf 87,4 % aller abgegebenen Ja-Stimmen. Es gab 11,1 % Nein-Stimmen und 1,5 % ungültige Stimmen. Die Wahlbeteiligung lag bei 41,7 Prozent. Im September 2020 wurde er mit 81,5 Prozent im Amt bestätigt.  Vorgänger im Amt war Josef Himmelmann (CDU).

### Städtepartnerschaften
Offiziell unterhält Olfen keine Städtepartnerschaften, stattdessen gab es von 1967 bis 2002 eine Partnerschaft zur in Dülmen stationierten Stabsbatterie des Artillerieregiments 7 der Bundeswehr.
Außerdem verbindet Olfen mit dem französischen Dorf Velesmes eine Freundschaft, die sich aus der Historie begründet: 1944 verhinderte der aus Olfen stammende Pfarrer Heinrich Niewind die Zerstörung des Dorfes durch die Feldgendarmerie der Wehrmacht.

### Wappen
Das Wappen wurde am 6. November 1967 genehmigt. Es wurde nach der Gebietsreform vom Rat der aus den früheren Gemeinden Stadt und Kirchspiel Olfen gebildeten neuen Stadt Olfen am 23. Mai 1975 neu angenommen.
Blasonierung: „In Gold ein roter Balken, darüber ein großes rotes ‚W‘; darunter ein großes rotes ‚O‘.“
Die Beizeichen stehen für „Wigbold Olfen“ (→ Initialwappen). Das Petschaft von 1702 zeigte den Stiftsschild in barocker Form mit dem heiligen Vitus als Schildhalter, barocken Zutaten (Palmwedel) und den Bauzeichen W - O.
Olfens Stadtwerdung geht auf das Jahr 1589 zurück, in eine Zeit, in der durch Privilegien Dörfer zur Freiheit oder zum Wigbold erhoben wurden, die sich durch einzelne Sonderrechte vom flachen Land unterschieden. Olfen erhielt 1600 das Stadtgericht. Eine Siegelbeschriftung mit den Buchstaben W - O ist bis in das Jahr 1593 nachgewiesen.
Das Wappen wurde in seiner Urfassung gold-rot-gold vom Hochstift Münster übernommen. Letzteres hatte das Wappen aufgrund der Übertragung des Dreingaus im Jahr 1122 durch die Grafen von Cappenberg übernommen.

## Kultur und Sehenswürdigkeiten

### Freizeit und Tourismus
- Im Mai 2010 wurde das Naturbad Olfen am Rande der Steverauen eröffnet. Das Gelände bietet 4,8 ha Erholungs- und 1400 m² Wasserfläche.
- Überregional bekannt ist das Gut Eversum, ein Familienpark mit zahlreichen Attraktionen.

### Naturdenkmäler
- Die Steverauen sind mittlerweile ein Wahrzeichen Olfens geworden. Aus Kompensationsflächen und Mitteln des Ökokontos (aus dem Ausgleichszahlungen zum Beispiel bei Bauvorhaben vom Bauherrn geleistet werden) wurden durch die Stadt Olfen mehrere zusammenhängende Flächen entlang des Südufers der Stever erworben. Dieser mehrere Kilometer lange Streifen wird durch Heckrinder, Koniks und Esel (Poitou- und Katalanische Riesenesel) beweidet und so wieder in einem naturnahen Zustand überführt. Die Flächen sollen weiterhin erweitert werden.[17]

### Bauwerke

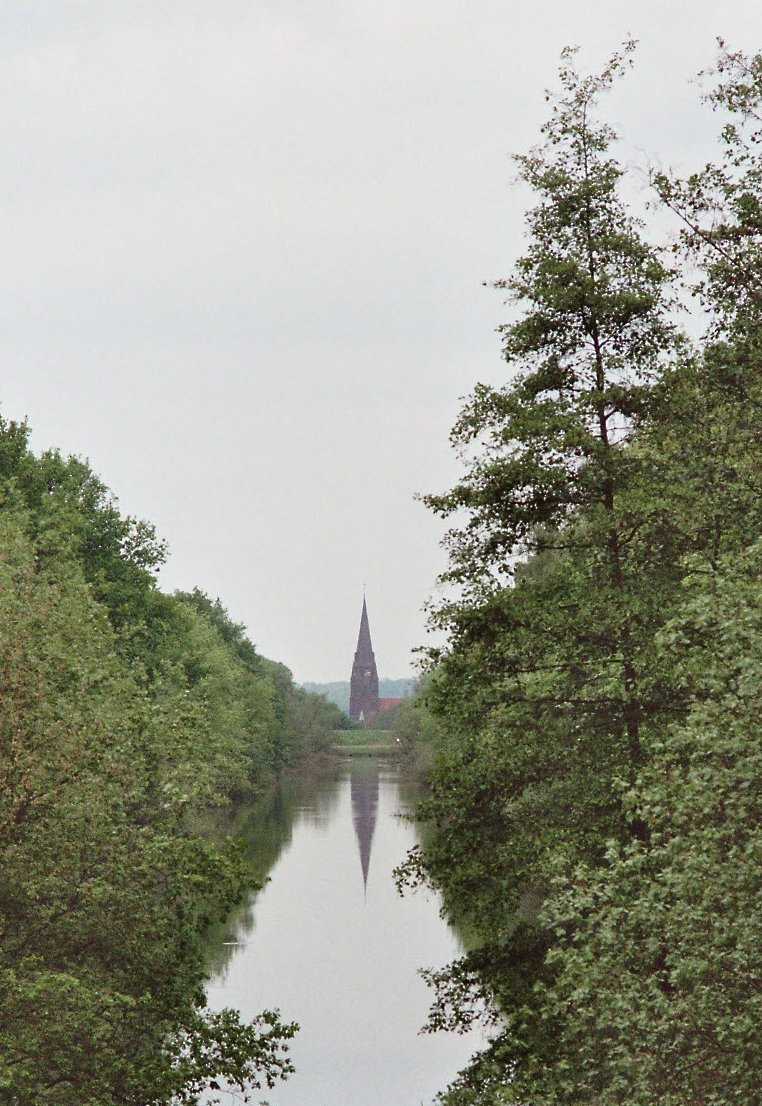
Blick durch die Alte Fahrt des Dortmund-Ems-Kanals auf die Kirche St. Vitus

- Schloss Sandfort, ein Schloss aus dem 16. Jahrhundert, welches sich noch heute in Privatbesitz befindet. Es kann nur von außen besichtigt werden.
- Die Rauschenburg ist eine verfallene Wasserburg in den Lippewiesen.
- Die Alte Fahrt des Dortmund-Ems-Kanals. Vom Kanal ist die alte Strecke von Datteln bis zum alten Hafenbecken erhalten. Der Rest des Dammes wurde teilweise abgetragen. Die noch bestehende Dammseite dient heute als Spazierweg und Baumlehrpfad. Aufgrund der Höhe des Dammes bietet er einen guten Blick über die Stadt und die „Steverauen“. Erhalten sind auch drei schöne Brückenbauwerke mit eindrucksvoller Architektur: die Kanalbrücke Alte Fahrt über die Lippe, die Schiefe Brücke über die Oststraße und die Kanalbrücke über die Stever. Am Kanalseitenweg bzw. am Alten Hafen fand bis 2010 jährlich ein Bobby-Car-Rennen statt.
- Die Pfarrkirche St. Vitus. Schon von weitem sieht man den Turm der Kirche, der weithin Olfens Wahrzeichen ist. Durch seine wuchtige Bauweise hebt er sich von der restlichen Bausubstanz in der Stadt ab. Die Kirche wurde 1888 von Hilger Hertel an der Stelle eines kleineren Vorgängerbaus von 1450 errichtet. Die Kirche beherbergt unter anderem ein Taufbecken aus dem 15. Jahrhundert. Vermutlich ein Überbleibsel der Vorgängerkirche. Auch eine Strahlenmadonna aus dem 16. Jahrhundert kann dort besichtigt werden. Auf dem Kirchplatz steht das Denkmal des Bischofs Wolfhelm.
- Das Gelbe Haus. Ein Bürgerhaus aus dem 19. Jahrhundert. Aufgrund seiner gelb gehaltenen Stuckfassade das „Gelbe Haus“ genannt. Früher war in ihm eine Metzgerei und Gasthaus untergebracht. Lange Zeit diente es als reines Wohnhaus. Nachdem es von der Stadt gekauft wurde und kurzzeitig als Übergangswohnheim diente, renovierte und sanierte die Stadt das Gebäude vollständig. Heute ist im Haus ein Teil der Stadtverwaltung untergebracht. Es dient als Startpunkt verschiedener Wander- und Radwege. Zu finden ist das Haus direkt am Marktplatz.
- Römerlager Olfen – 2010 entdeckter und noch nicht vollständig erschlossener Fundort im Südwesten Olfens.
- Der Kitt-Brunnen, ein Brunnen in der Nähe der Kirche, der auf die lange Tradition des Olfener Karnevals verweist. Dieser Brunnen hat eine Besonderheit. In ihm befindet sich eine Bierzapfanlage. In einer Bodenklappe kann ein Fass angeschlossen werden. Im Koffer des „Johann“, des Dieners des Prinzen, kann ein Zapfhahn eingeschraubt werden. So kann der Brunnen an besonderen Anlässen, wie zum Beispiel Karneval, in einen „Bierbrunnen“ verwandelt werden.

→ Siehe auch: Liste der Baudenkmäler in Olfen

### Theater
- Der Verein Kunst und Kultur (K. u. K. Olfen e. V.) richtet im sog. Olfonium zahlreiche Ausstellungen, Theater- und Kleinkunstabende aus.

### Musik
- In zahlreichen Vereinen der Stadt wird musiziert (Spielmannszug, Chorgemeinschaft MGV Harmonia 1866 e. V. Olfen, Musikcorps der Stadt Olfen 1976 e. V, Datasitco etc.).
- Die Musikschule Olfen gehört zum  Musikschulkreis Lüdinghausen.

## Wirtschaft und Infrastruktur

### Verkehr

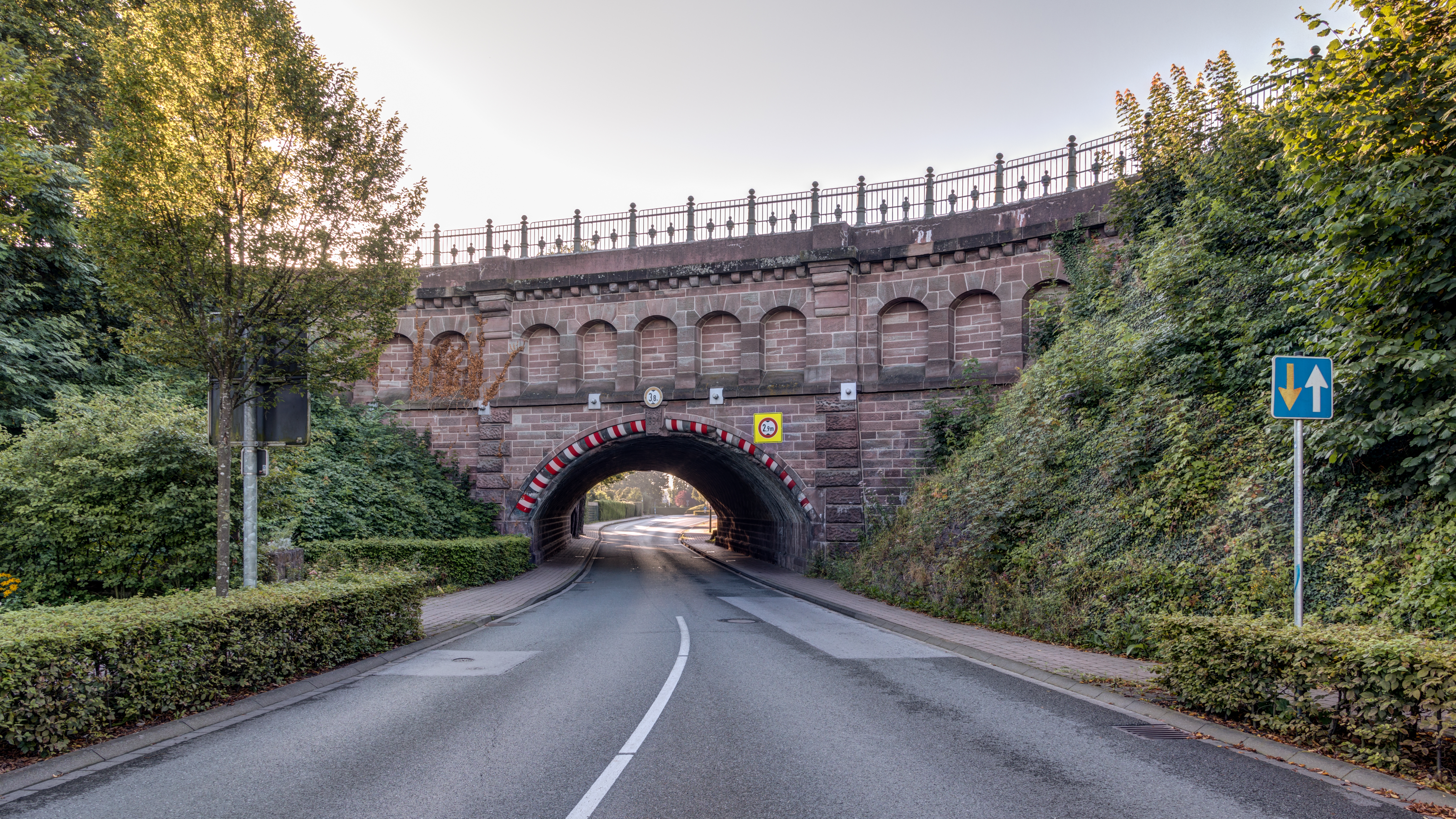
Unterführung unter dem alten Dortmund-Ems-Kanal (Alte Fahrt) in Olfen

- In Olfen enden die B 236 (Selmer Straße) und die B 474 (Brunswicker Straße) an der B 235 (Dattelner Straße und Lüdinghauser Straße).
- Die West-Umgehung K 9n wurde im November 2011 freigegeben, bisher hat sie noch keinen „offiziellen“ Namen.
- Im östlichen Stadtgebiet verläuft der neue Dortmund-Ems-Kanal, Reste des alten Dortmund-Ems-Kanals (Alte Fahrt) verlaufen durch die Stadt und dienen als Rad- und Spazierweg.
- Die wichtigsten Radwege im Olfener Stadtgebiet sind die 100-Schlösser-Route sowie die Römer-Lippe-Route. Beide Routen verlaufen direkt durch die Steverauen.
- Olfen ist nicht an das Schienennetz angeschlossen. Die nächsten Bahnhöfe befinden sich in Lüdinghausen und Selm an der Bahnstrecke Dortmund–Gronau. Die Busse der RVM besorgen den Nahverkehr, welcher um den Bürgerbus ergänzt wird.[18]

### Infrastruktur
- Seit vielen Jahren erzeugt die Füchtelner Mühle an der Stever Strom aus Wasserkraft.
- Ende Oktober 2007 wurde in Rechede Olfens erste Windenergieanlage, eine Enercon E-48 mit 800 Kilowatt Nennleistung, errichtet.

## Vereine
Neben dem SuS Olfen (SuS = Spiel und Sport), der mit vielen Untergruppen in zahlreichen Sportarten mehrere Freizeitmöglichkeiten bietet, wird auch Wert auf soziales Engagement im Verein Bosco Sevana gelegt. Der Olfener Tennisclub 1975 e. V. bietet auf seinen 6 Außenplätzen und seinem Hallenplatz den Tennisbegeisterten in Olfen und Umgebung die Möglichkeit, ihren Sport in familiärer Atmosphäre auszuüben.
Der Karnevalsverein „KITT“ von 1834 e. V. veranstaltet regelmäßig am Nelkendienstag einen großen Karnevalsumzug, der häufig mehr als 20.000 Zuschauer in die Steverstadt lockt.
Im Bereich der Stadt gibt es insgesamt vier Schützenvereine (Olfen, Kökelsum, Vinnum und Sülsen), die viele Aktivitäten in Olfen ausrichten. Im Ortsteil Vinnum ist der Sportverein „Westfalia Vinnum“ sehr aktiv. Außerdem gibt es noch den sehr erfolgreichen Zucht-, Reit- und Fahrverein „Lützow“ Selm-Bork-Olfen, der in Vinnum seine beeindruckend schöne und große Anlage hat. Seit dem Jahr 2000 gibt es in Vinnum auch einen Karnevalsverein. Das VKK (Vinnumer Karneval Komitee) veranstaltet jedes Jahr am Karnevalssamstag eine große Prunksitzung mit bis zu 400 Gästen.
In der städtischen Schwimmhalle leisten die DLRG Olfen und der Olfener Schwimmclub 2007 erfolgreiche Jugendarbeit. Außerdem in der Jugendarbeit so wie im Katastrophenschutz tätig ist das Deutsche Rote Kreuz OV Olfen e. V. Neben zahlreichen Sanitätsdiensten wird vom DRK auch eine eigene Kleiderkammer sowie eine Seniorenbetreuung für Olfener Senioren betrieben.
Der Bürgerbus-Verein Olfen e. V. organisiert unter dem Motto „Bürger fahren Bürger“ die innerörtliche Mobilität.

## Persönlichkeiten

### Söhne und Töchter der Stadt
- Jule Hake (* 1999), Kanusportlerin, Olympiateilnehmerin 2020
- Thomas Hoof (* 1948), Gründer von manufactum
- Heinrich Niewind (1911–1981), Priester
- Heinrich Ostrop (1925–2015), deutscher Politiker (CDU), Landtagsabgeordneter
- Günter Schlierkamp (* 1970), Profi-Bodybuilder
- Heiner Wember (* 1959), deutscher Historiker und Journalist
- Annette Wittkamp-Fröhling (1946–2021), Bildhauerin

### Mit Olfen verbunden
- Bernhard Holtmann (1873–1947), niederdeutscher Autor, war Küster und Organist in St. Vitus